# Opstandingskerk (Nijmegen)
De Opstandingskerk was een Nederlands Hervormde kerk in de Nederlandse gemeente Nijmegen. De kerk stond aan de Kwakkenbergweg, op de hoek met de Broerdijk.

## Geschiedenis
De kerk werd tussen 1944 en 1954 gebouwd door de firma Wittenkamp, naar een ontwerp van architect Gerrit Feenstra. Het was een zaalkerk met schilddak en dakruiter. Ook de gelijktijdig gebouwde pastorie was uitgevoerd met een schilddak.
De Opstandingskerk had echter al vrij snel te maken met teruglopende bezoekersaantallen. Halverwege de jaren '90 werd de kerk dan ook gesloten. Het terrein werd verkocht aan een projectontwikkelaar. De kerk werd uiteindelijk in 2000 gesloopt, maar de pastorie bleef behouden. 
Op het terrein werden woningen gebouwd. Ook  werd er een dagopvang van de stichting Werkenrode gerealiseerd.